# Râușor, Râul Mare
Râușorul este un curs de apă, afluent al Râului Mare. Se formează la confluența brațelor Ștevia și Vălereasca